# Hermann Hettner
Hermann Julius Theodor Hettner, född 12 mars 1821 i Gut Niederleyserdorf vid Goldberg, Schlesien, död 29 maj 1882 i Dresden, var en tysk litteratur- och konsthistoriker. Han var far till Georg, Felix, Alfred och Otto Hettner.
Hettner studerade filosofi och filologi i Berlin, Halle an der Saale och Heidelberg. Han tog starkt intryck av tidens moderna rörelser och vände sig, under en vistelse i Breslau, från de abstrakt filosofiska studierna till litteratur- och konsthistoriska studier. Han vistades 1844–1847 i Italien och publicerade 1845 en skrift i vilken han hävdade att spekulativa estetiken har ringa betydelse för litteratur- och konsthistorien. Hettners första större arbeten var ägnade konstvetenskapen (Vorschule der bildenden Kunst der Alten, 1848, och Die neapolitanischen Malerschulen). Men sedan han blivit anställd som docent i estetik och konsthistoria i Heidelberg, där bland andra Gottfried Keller var hans lärjunge, vände han sig även till litteraturhistorien och utgav Die romantische Schule in ihrem Zusammenhange mit Goethe und Schiller (1850) och Das moderne Drama (1852), två högst betydande litteraturhistoriska undersökningar.
År 1851 hade han befordrats till extra ordinarie professor i Jena, men blev 1855 direktör för antiksamlingen och gipsavgjutningarna i Dresden samt professor i konsthistoria vid därvarande konstakademi, senare även vid Polytechnikum där. Här utförde han sin levnads storverk, Litteraturgeschichte des 18. Jahrhunderts, som består av tre avdelningar: Englische Litteraturgeschichte des 18. Jahrhunderts (1856, femte upplagan ombesörjd av Alois Brandl, 1894; svensk översättning "Engelska litteraturens historia från 1660–1770", 1864–1865), Französische Litteraturgeschichte des 18. Jahrhunderts (1859, femte upplagan, ombesörjd av Heinrich Morf, 1894; "Franska litteraturen under 18:e århundradet", 1872) och Deutsche Litteraturgeschichte des 18. Jahrhunderts (1862–1870, fjärde upplagan, fyra band, ombesörjd av Otto Harnack, 1893–1895). Detta arbete är ett av den europeiska litteraturhistoriens klassiska verk. 
Hettner byggde sitt verk på historisk grundval och gav en skildring av den europeiska litteraturen från upplysningen och till och med den Goethe-Schillerska klassicismen, fri från estetiska och filologiska subtiliteter, och påvisade de litterära verkens beroende av tidsinflytanden, utan att bortse från individualitetens betydelse. Hans verk hade stor betydelse även för den svenska akademiska undervisningen. Hettner torde ha hoppats att med detta verk bana sig väg till Berlins universitet, men dels dess frisinnade anda, dels den vid de tyska universiteten allt mera härskande filologiska skolmetoden var till hinders. Han stannade i Dresden och ägnade sig åt konsthistoriska arbeten. Bland hans verk på detta fält märks Italienische Studien (1879) med djupsinniga tolkningar av renässansarbeten. Postumt utgavs Kleine Schriften (1884).